# フリーダ・ライダー

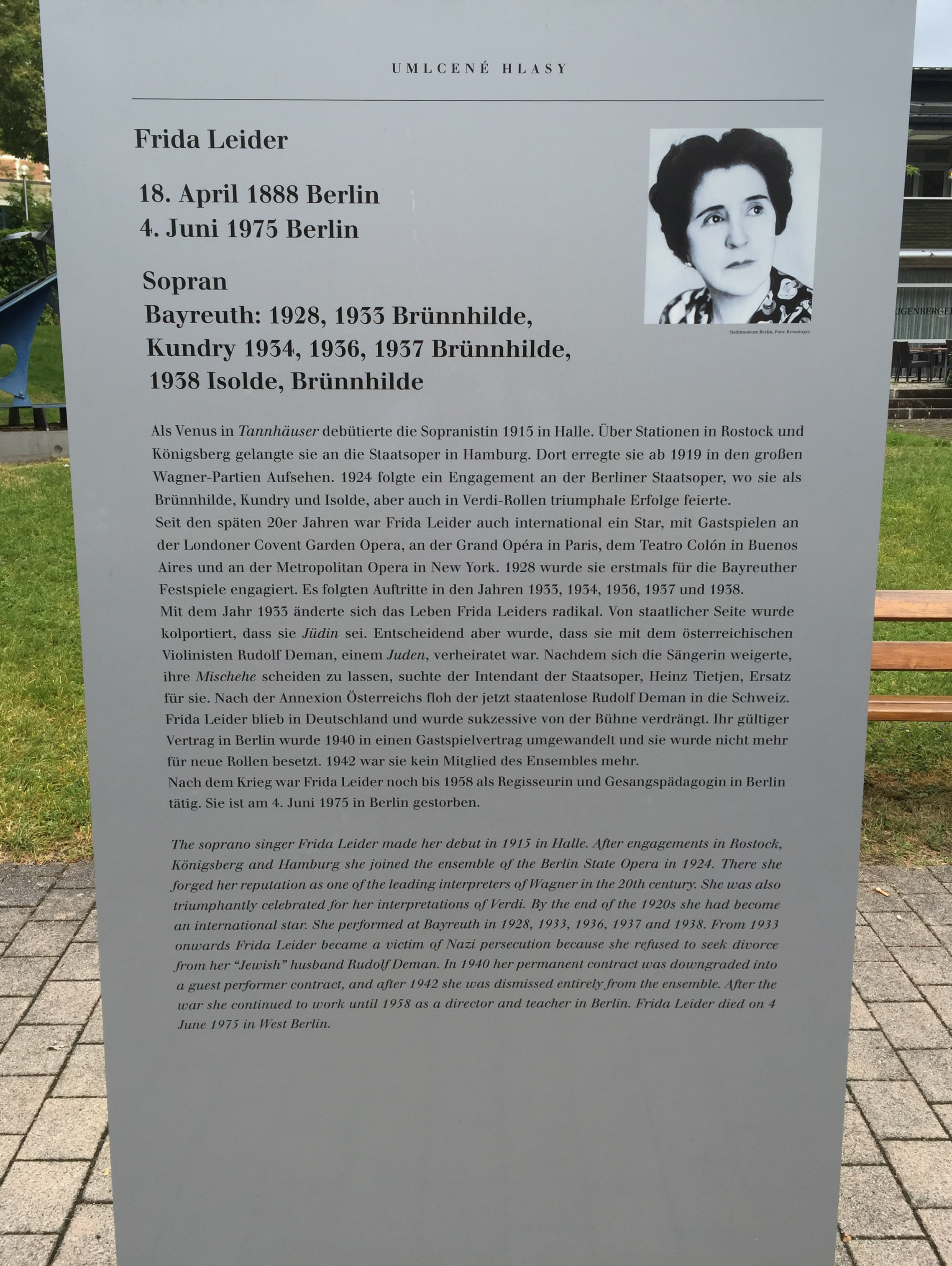
バイロイトのフリーダ・ライダーの記念碑

フリーダ・ライダー（ドイツ語：Frida Leider-Deman、1888年4月18日 - 1975年6月4日）は、ドイツの伝説的なドラマティック・ソプラノ。1920年代と1930年代の最も重要なオペラ歌手の一人であり、特にワーグナー・ソプラノの第一人者であった。 

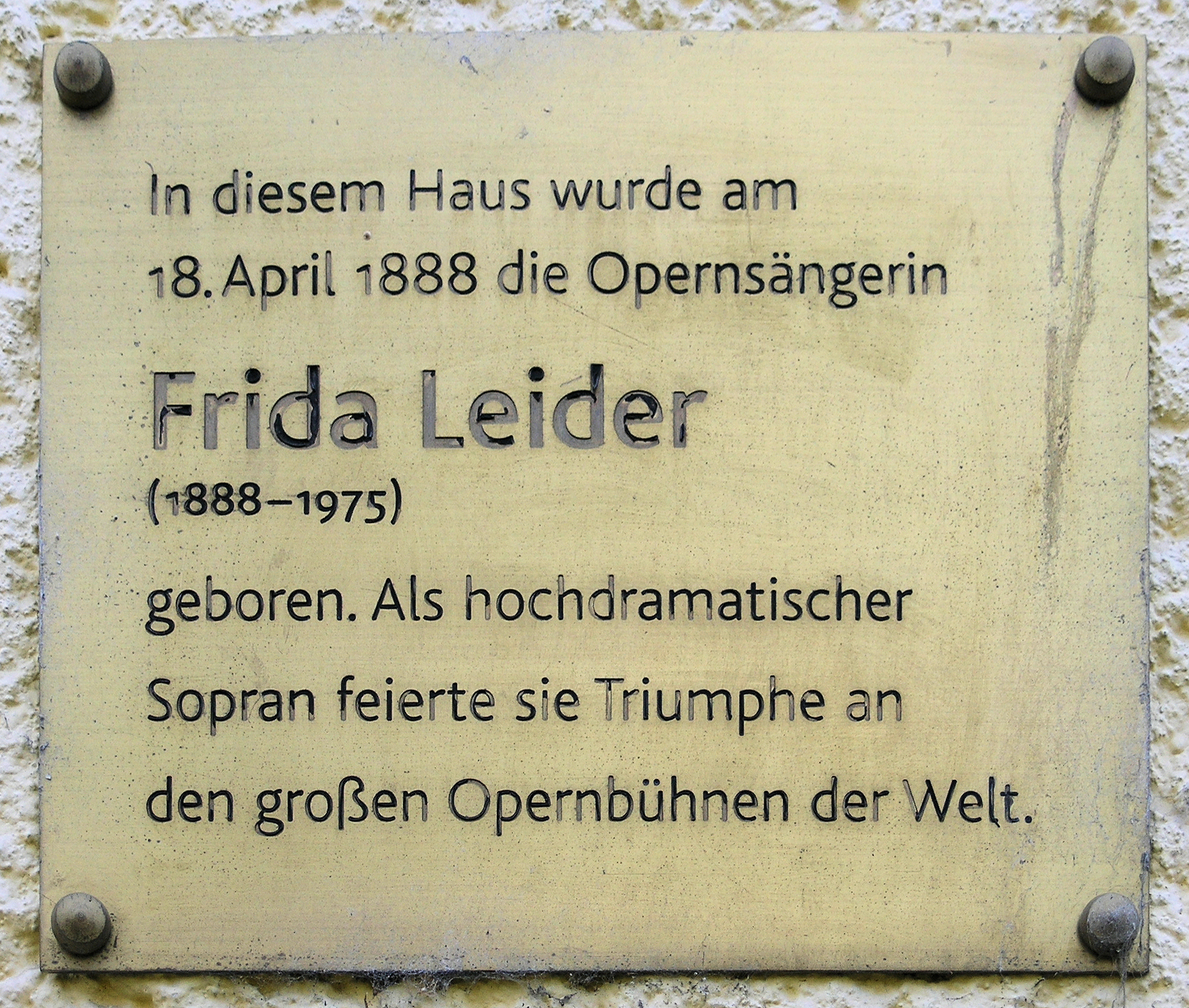
ベルリン、ミッテ区のグランゼー通り9番地の生家にある記念プレート

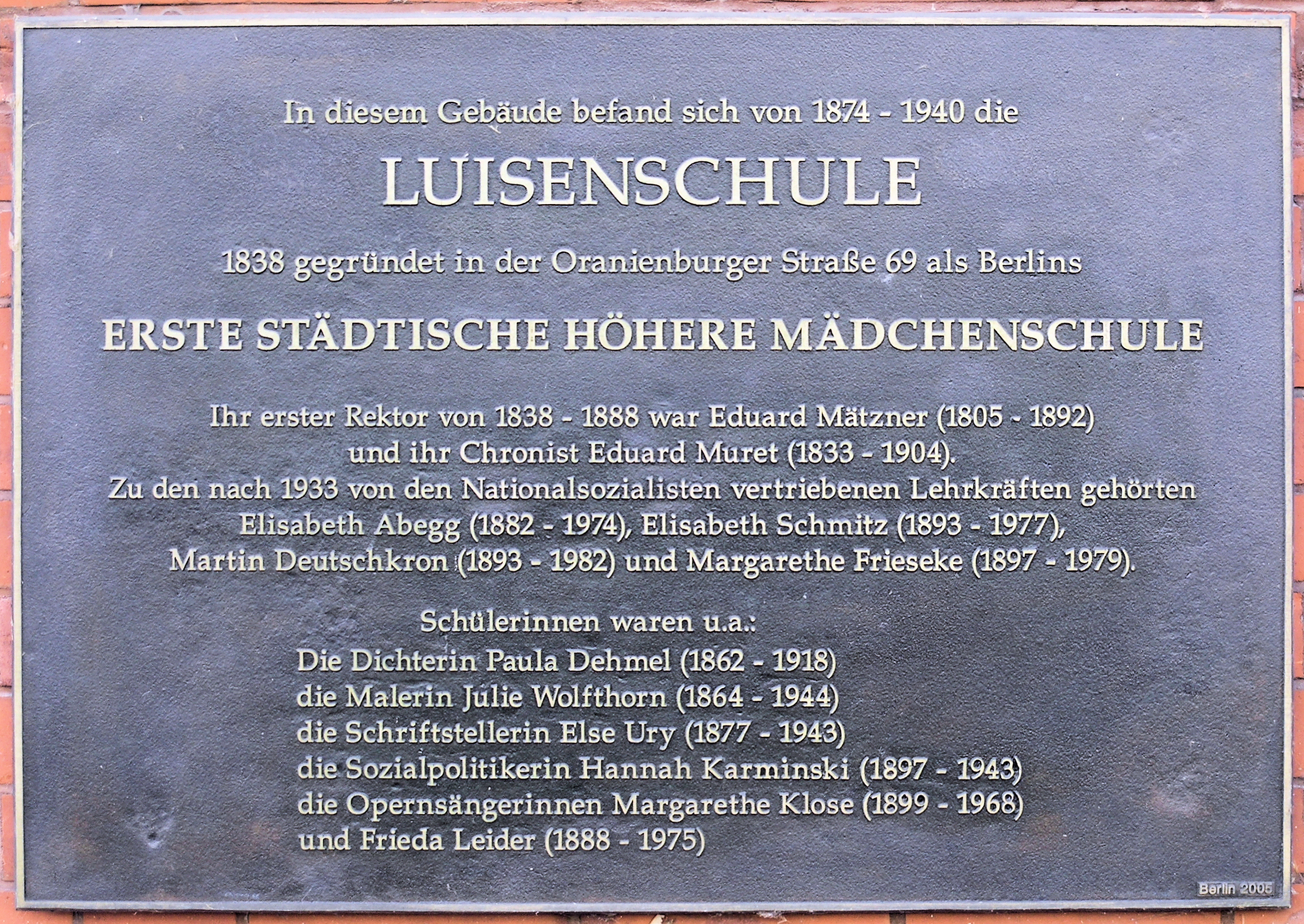
ベルリン、ミッテ区のツィーゲル通り12番地にある、最初に学んだ市立女子校：ルイゼンシューレの記念碑

## 生涯
ベルリンで生まれる。出自は質素であり、父親は大工だった。それでも彼女は商業学校でしっかりとした教育を受けた。しかし父親が早く亡くなり、それ以上の進学は叶わず、銀行員として働いた。そのため自由な時間にだけ様々な教師から歌のレッスンを受けたり、合唱団で歌ったりすることしかできなかった。

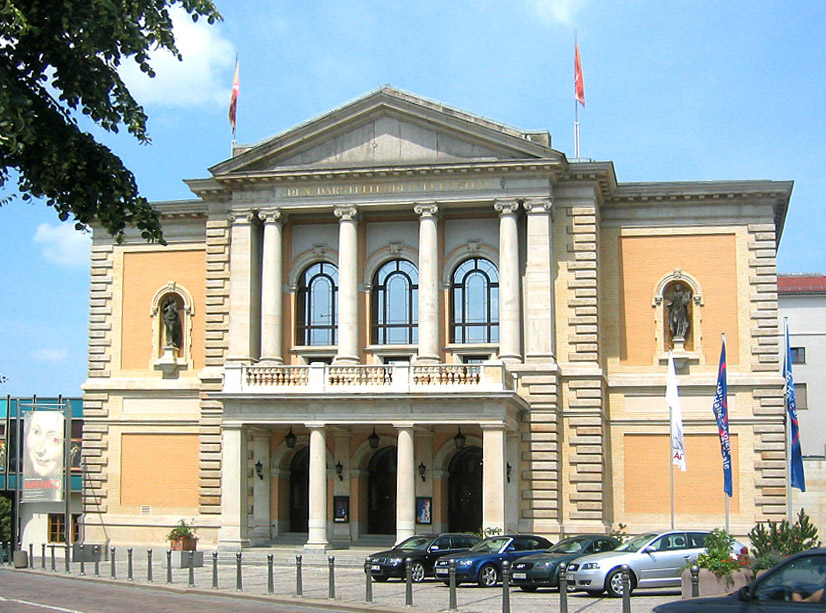
デビューしたハレ市立歌劇場

彼女の最初の契約は、1915年にハレ市立劇場と交わされ、そこで彼女はワーグナー『タンホイザー』ヴェーヌスとしてデビューした。その後の数年間、彼女はロストックとケーニヒスベルクを経由してハンブルク州立歌劇場に行き、そこで1919年から1923年まで歌った。この間、彼女は知名度を上げ、最初の録音を行い、幅広い役柄（例えばモーツアルト『ドン・ジョヴァンニ』ドンナアンナ、ベートーヴェン『フィデリオ』レオノーレ、ベッリーニ『ノルマ』、ヴェルディ『アイーダ』、そして何にもまして偉大なワーグナーの役柄である『トリスタンとイゾルデ』イゾルデと『ニーベルングの指環』ブリュンヒルデなど）へとレパートリーを広げていった。 

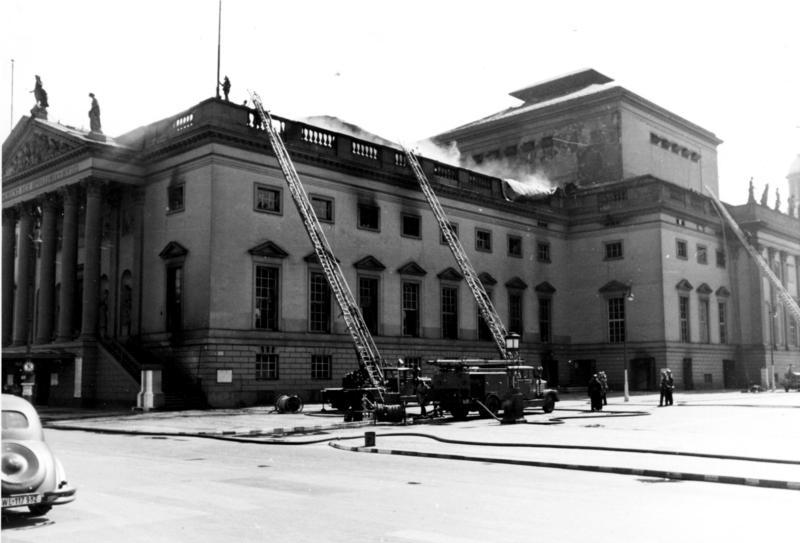
ベルリン国立歌劇場（1941年）

1921年に故郷ベルリンの国立歌劇場にイゾルデとして初めて客演した。1923年にはベルリンに本拠を移し、彼女は全てのキャリアにおいてベルリン国立歌劇場と密接な関係を保つことになる。彼女はベルリンから世界の素晴らしいオペラハウスへ定期的に客演した。例えば、ロンドンのロイヤル・オペラ・ハウス・コベント・ガーデン（1924年から1938年まで）、ウィーン国立歌劇場（1924年から）、ミラノのスカラ座（1927年から）、ミュンヘン国立劇場、パリのオペラ座、ブエノスアイレスの テアトロ・コロン、シカゴ、チューリッヒ、ストックホルムなどである。1933/1934シーズンにはニューヨークのメトロポリタン・オペラ（最初の役：イゾルデ）に5つのワーグナー役で20回の公演に出演した。また、ツォッポト森のオペラのワーグナー音楽祭（1924、1925、1927）とバイロイト音楽祭（1928-1938）でも歌った。この間、彼女は世界で最も重要なワーグナー歌手とみなされていた。 

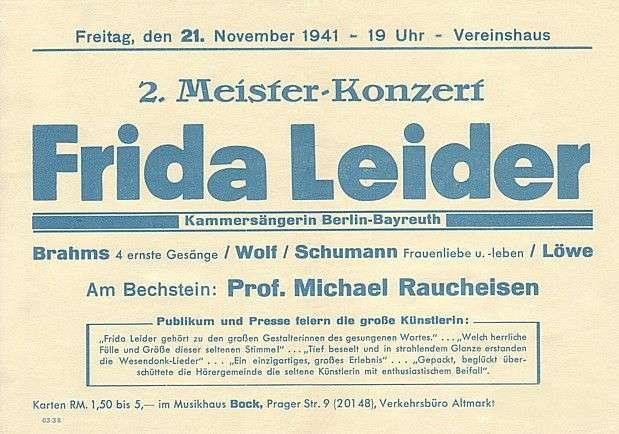
1941年の演奏会ポスター

しかし、1930年代になると、ドイツでの彼女の状況は厳しくなっていった。彼女の夫であるベルリン国立歌劇場のコンサートマスターのルドルフ・デマン教授（1880年 - 1960年）はユダヤ人であり、彼女はナチスドイツから要求された離婚を拒否した。一方で彼女はアドルフ・ヒトラーのバイロイトに一層華々しく出演したことで、海外から強い批判を浴びた。1938年の「水晶の夜」の後、デマンはドイツでの活動をあきらめざるをえなくなり、スイスにへ逃げることができた。ライダーはドイツで母親と一緒に暮らし、人種法（ニュルンベルク法）の圧力により離婚した。1942年に最後のオペラの舞台に立った。その後、彼女は歌曲のリサイタルのみを行った。 
敗戦後、再び舞台で歌う機会があったはずだが、それを断り、1945年から1952年まで国立歌劇場の歌唱スタジオの運営を引き継いだ。さらに、彼女は演出を手がけ始めた。例えば、1945年のフンパーディンク『ヘンゼルとグレーテル』、1947年にはフルトヴェングラー指揮の『トリスタンとイゾルデ』などである。1948年から1958年まで、彼女はベルリン音楽大学（現：ベルリン芸術大学）でも教授を務めた。非ナチ化を掲げた日和見主義者のハインツ・ティーティエンは、ナチス時代に彼女が政策に同調していたと公然と非難した。 
1946年1月16日、アルト歌手のマルガレーテ・クローゼとともにアドミラルスパラストで最後の共演を果たした。 
1959年に、彼女は「それが私の役でした－オペラ歌手の思い出」というタイトルの回想録を出版し、その後は表舞台から姿を消した。1968年10月23日、彼女はドイツ連邦共和国功労勲章クラス1を授与された。 

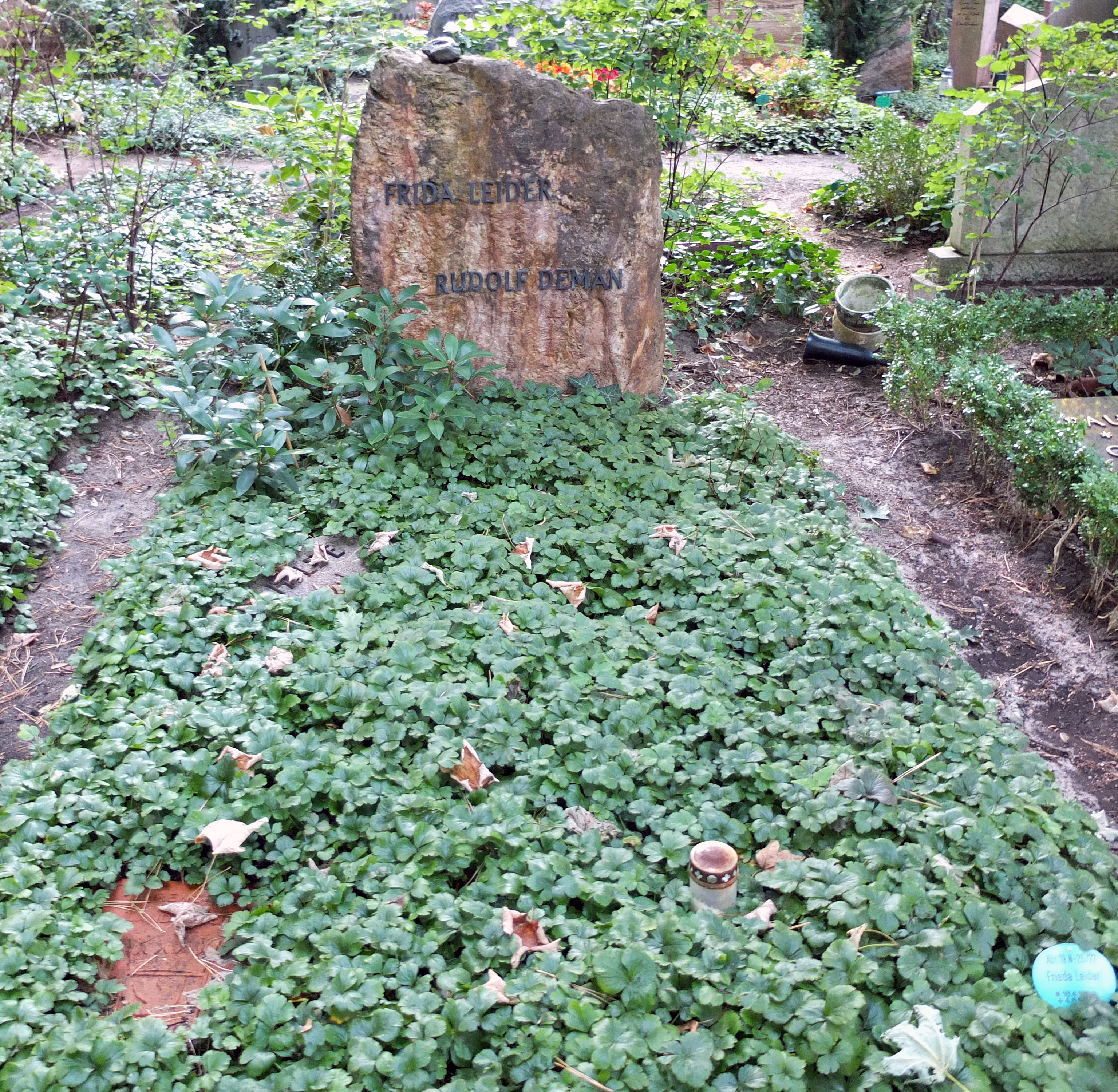
フリーダ・デマン＝ライダーの名誉の墓－ベルリン＝ヴェストエント ヘーア通り森林墓地

フリーダ・デマン＝ライダーは、1975年に87歳でベルリンで死去した。 彼女は、1960年に亡くなった夫の隣に、今日のベルリンーヴェストエント地区のシャルロッテンブルク区にあるヘーアシュトラーセ・フリードホフに埋葬されている。ベルリン上院の決定により、フリーダ・デマン＝ライダーの墓所（埋葬地：フィールド 19-N-26/27）は1978年以降ベルリン州の名誉の墓に認定され、通常の20年間の後、1999年に延長された。 
現在、ベルリンを本拠とするフリーダ・ライダー財団が彼女の芸術的遺産を管理している。

## 意義
フリーダ・ライダーは、今もなお最も重要なドラマティック・ソプラノの1人とみなされている。 彼女の表現の特徴は、特別な緊迫感と表現力、そして速くて軽いビブラートと、柔らかくて生き生きとした響きである。 
彼女自身は、自分は実際には典型的なワーグナー的な声ではなく、むしろイタリア的な発声のテクニックを持っていると繰り返し強調していた。 その結果、彼女はワーグナーを歌うことができただけでなく、非常に幅広く多様な役柄を歌うことができた。残された多くの録音によって、モーツァルト、ベートーヴェン、ヴェルディを自信と説得力をもって歌っているのが確認できる。 

## 著書
- それが私の役割でした-オペラ歌手の思い出 ベルリン：Herbig 1959（自伝）
- 私の役を演じる ロンドン カルダー＆ボイヤーズ 1966（自伝とディスコグラフィーの英訳）
- それは私の役割でした ベルリン（DDR）ヘンシェル 1981（追加テキスト（ライダーの遺産1973、ディスコグラフィー）付きのやや簡略化された版）